# Onthophagus terrara
Onthophagus terrara är en skalbaggsart som beskrevs av Ross Storey 1977. Onthophagus terrara ingår i släktet Onthophagus och familjen bladhorningar. Inga underarter finns listade i Catalogue of Life.